# Ubrug
Ubrug is een bestuurslaag in het regentschap Sukabumi van de provincie West-Java, Indonesië. Ubrug telt 6886 inwoners (volkstelling 2010).